# Peltacanthina bezzii
Peltacanthina bezzii är en tvåvingeart som beskrevs av Friedrich Georg Hendel 1914. Peltacanthina bezzii ingår i släktet Peltacanthina och familjen bredmunsflugor.
Artens utbredningsområde är Kongo. Inga underarter finns listade i Catalogue of Life.